# لوکاس اواندنیو
لوکاس اواندنیو (اسپانیایی: Lucas Aveldaño‎؛ زادهٔ ۱۹ ژوئیهٔ ۱۹۸۵) بازیکن فوتبال اهل آرژانتین است.

## باشگاهی
از باشگاه‌هایی که در آن بازی کرده‌است می‌توان به باشگاه ورزشی رئال مایورکا و باشگاه فوتبال راسینگ کلوب آویاندا اشاره کرد.